# 福島琢郎
福島 琢郎（ふくしま たくろう、1886年－1958年）は、日本のピアノ調律師である。

## 人物
明治42年、日本楽器(現・ヤマハ株式会社)に入社するも2,3年で退社。大正2年、渡米しアメリカのボストンにあるニューイングランド音楽院、ピアノメーカーのチッカリング社で2年間、ピアノの構造や調律について修行を積む。帰国後に東京音楽学校(現・東京藝術大学)で講師を勤めながら、大正7年東京楽器研究所を創設。
アメリカで見てきたチューナーズギルドに影響をうけ、日本でもピアノ調律師の団体を作ろうとしたがこの会は自然消滅した。しかしそれらの働きかけが基になり、大正14年関西に「関西ピアノ技術者協会」昭和5年関東に「ピアノ技術者協会」そして昭和6年東西の団体が合流し、現在の社団法人日本ピアノ調律師協会の前身となる「全国ピアノ技術者協会」が結成された。

## 著書
- 『ヴァイオリン独習の友』1910年 十字屋楽器店
- 『ピアノの撰定法并に其手当』1920年 東京楽器研究所
- 『ピアノの構造・調律・修理』1950年 音楽之友社 ISBN 4-27612405-0